# Stelis diversicolor
Stelis diversicolor là một loài Hymenoptera trong họ Megachilidae. Loài này được Crawford mô tả khoa học năm 1916.